# Villa Righi
Villa Righi è una delle ville vesuviane edificate nel Settecento lungo il Miglio d'oro di Napoli.
Si trova a San Giorgio a Cremano in via Enrico Pessina.

## Storia e descrizione
La villa apparteneva originariamente alla famiglia nobiliare dei De Martinis.
Poi, dopo diversi passaggi, la proprietà passò a Maria Durante che nel 1931 sposò Evaristo Righi e dal cognome di questi la villa ha preso il nome che tuttora conserva nonostante il succedersi, anche dopo Righi, di numerosi proprietari.
L'edificio versa attualmente in condizioni molto precarie ma conserva quasi intatto l'elemento che lo rende quasi un unicum nel panorama delle ville settecentesche del Miglio d'oro.
Villa Righi, infatti, è l'unica dimora della zona a possedere un atrio decorato con affreschi di stile pompeiano.
Nessuna delle altre ville della zona possiede decorazioni simili.
Gli affreschi però non sono l'unico elemento di stile “pompeiano” caratteristico della villa in quanto tutto l'atrio originariamente era arredato in stile romano, con statue di cartapesta poste in nicchie e sedili di stucco che, come afferma il Pane, imitavano le “sellae” romane ed erano perciò collocate in due file lungo le pareti laterali.
Di questi sedili si stucco oggi se ne conserva soltanto uno.
Altro elemento caratteristico della villa è la presenza di due aquile imperiali ai lati del cancello del cortile attraverso il quale si accedeva al giardino.